# مسعود ضاهر
مسعود ضاهر كاتب لبناني، حصل الدكتور مسعود ضاهر على إجازة تعليمية ودبلوم الدراسات العليا في التاريخ من الجامعة اللبنانية، ودكتوراه الحلقة الثالثة ثم دكتوراه دولة في التاريخ الاجتماعي من جامعة السوربون الأولى.

## حياته ونشأته
يمارس التدريس في الجامعة اللبنانية منذ عام 1973. قد عيِّن في عام 1996 عضواً في المجلس العلمي الاستشاري للجامعة اللبنانية عن كلية الآداب والعلوم الإنسانية. دعي أستاذاً زائراً لعدد من المرات إلى معهد الاقتصاديات المتطورة وجامعة طوكيو بدعوة من (Japan Foundation). دعي أيضاً أستاذاً زائراً، لمدة ستة أشهر، إلى جامعة جورج تاون في العاصمة الأمريكية واشنطن بمنحة بحثية من مؤسسة فولبرايت الأمريكية، وانتدب خبيراً للبرنامج الإنمائي للأمم المتحدة عام 2004.

## مؤلفاته
| الاسم                                                                                                   | دار النشر                                                              | تاريخ النشر | عدد الصفحات | ردمك ISBN            | المصدر               |
| --- | ---------------------------------------------------------------------- | ----------- | ----------- | -------------------- | -------------------- |
| تطور الدراسات العربية في اليابان 1945 - 2016                                                            | دار الفارابي                                                           | 2009        | 400         | (ردمك 9789953718033) | [ 4 ] [ 5 ] [ 6 ]    |
| المجتمع والدولة في تاريخ اليابان المعاصر 1945 - 2015                                                    | منتدى المعارف                                                          | 2018        | 270         | (ردمك 9786144281451) | [ 7 ] [ 8 ]          |
| لبنان الاستقلال، الصيغة والميثاق                                                                        | دار الفارابي                                                           | 2016        | 422         | (ردمك 9786144324578) | [ 9 ] [ 10 ] [ 11 ]  |
| تاريخ لبنان الإجتماعي 1914 - 1926                                                                       | دار الفارابي                                                           | 2015        | 722         | (ردمك 9786144322345) | [ 12 ] [ 13 ] [ 14 ] |
| اليابان والوطن العربي: العلاقات المتبادلة والآفاق المستقبلية؛ الكتاب الخامس عشر 2013                    | مؤسسة الفكر العربي                                                     | 2013        | 383         | (ردمك 9789953027524) | [ 15 ] [ 16 ] [ 17 ] |
| سلطنة عمان.. اربعون عاما من التنمية المستدامة                                                           | دار الفارابي                                                           | 2010        | 373         | (ردمك 9789953715933) | [ 18 ] [ 19 ]        |
| تاريخ اليابان الحديث 1853 - 1945 التحدي والاستجابة                                                      | مركز الإمارات للدراسات والبحوث                                         | 2009        | 286         | (ردمك 9789948142157) | [ 20 ] [ 21 ] [ 22 ] |
| هجرة الشوام "الهجرة اللبنانية الي مصر"                                                                  | دار الشروق                                                             | 2009        | 492         | (ردمك 9789770925981) | [ 23 ]               |
| المستعربون اليابانيون والقضايا العربية المعاصرة                                                         | مركز الإمارات للدراسات والبحوث                                         | 2009        | 122         | (ردمك 9789948141143) | [ 24 ] [ 25 ] [ 26 ] |
| الجذور التاريخية للمسألة الطائفية اللبنانية 1861 - 1697                                                 | دار الفارابي                                                           | 2009        | 534         | (ردمك 9789953713915) | [ 27 ] [ 28 ] [ 29 ] |
| الاستمرارية والتغيير في تجربة التحديث العمانية 1970 - 2005                                              | دار الفارابي                                                           | 2008        | 343         | (ردمك 9789953712789) | [ 30 ] [ 31 ] [ 32 ] |
| بناء معيار لإعداد مدرسي التربية الفنية                                                                  | دار الطلائع للنشر والتوزيع والتصدير السلسلة: حكايات عن حيوانات افريقيا | 2014        | 245         | (ردمك 9786140211094) | [ 33 ] [ 34 ] [ 35 ] |
| اليابان بعيون عربية 1904 - 2004                                                                         | مركز دراسات الوحدة العربية                                             | 2005        | 351         | (ردمك 9789953820323) | [ 36 ] [ 37 ] [ 38 ] |
| النهضة اليابانية المعاصرة، الدروس المستفادة عربياً                                                       | مركز دراسات الوحدة العربية                                             | 2005        | 479         | (ردمك 9953210543)    | [ 39 ] [ 40 ]        |
| الدولة والمجتمع في المشرق العربي                                                                        | دار الآداب                                                             | 2005        | 468         |                      | [ 31 ] [ 40 ]        |
| الهجرة اللبنانية إلى مصر؛ هجرة الشوام                                                                   | منشورات الجامعة اللبنانية                                              | 1986        | 472         |                      | [ 31 ] [ 41 ]        |
| تاريخ لبنان الاجتماعي 1914 - 1926                                                                       | دار المطبوعات الشرقية                                                  | 2015        | 347         |                      | [ 42 ] [ 43 ] [ 44 ] |
| لبنان الاستقلال الصيغة والميثاق                                                                         | دار المطبوعات الشرقية                                                  | 1983        | 406         |                      | [ 45 ]               |
| الانتفاضات اللبنانية ضد النظام المقاطعجي                                                                | دار الفارابي                                                           | 1983        | 192         |                      | [ 46 ] [ 44 ]        |
| الجذور التاريخية للمسألة الزراعية اللبنانية                                                             | منشورات الجامعة اللبنانية                                              | 1983        | 208         |                      | [ 47 ]               |
| الجذور التاريخية للمسألة الطائفية اللبنانية 1861-1697                                                   | معهد الإنماء العربي                                                    | 1981        | 536         |                      | [ 44 ] [ 48 ]        |
| لبنان الاستقلال الميثاق والصيغة                                                                         | معهد الإنماء العربي                                                    | 1977        | 400         |                      | [ 49 ]               |
| مؤرخون أعلام من لبنان                                                                                   | دار النضال                                                             | 1997        | 488         |                      | [ 50 ]               |
| المشرق العربي المعاصر من البداوة إلى الدولة الحديثة                                                     | دار المدى للطباعة والنشر والتوزيع                                      | 1986        | 466         |                      | [ 51 ] [ 52 ] [ 53 ] |
| الهجرة اللبنانية إلى الكويت 1915 - 1990                                                                 | مكتبة الفقيه                                                           | 1997        | 448         |                      | [ 54 ]               |
| لبنان في وثائق الأرشيف الأمريكي 1835_1959                                                               | معهد الإنماء العربي                                                    | 2017        |             |                      | [ 55 ]               |
| لبنان وفرنسا - البطريرك أنطوان عريضة                                                                    | معهد الإنماء العربي                                                    | 2017        |             |                      | [ 56 ]               |
| النهضة العربية والنهضة اليابانية تشابه المقدمات واختلاف النتائج                                         | مكتبة الفقيه                                                           | 2014        |             |                      | [ 57 ]               |
| سلسلة : محاضرات الإمارات (91) - الاستراتيجية اليابانية تجاه الشرق الأوسط بعد أحداث الحادي عشر من سبتمبر | مركز الإمارات للدراسات والبحوث الإستراتيجية                            | 2015        | 60          | (ردمك 9948)          | [ 58 ]               |

- له ثلاثة أبحاث بالإنجليزية، هي:
- Socio-Economic Changes and Civil War in Lebanon
- Modernization in Egypt and Japan in the 19th Century
- Continuity and Change in Japanese Modernization.[3]

## الجوائز
- نال جائزة عبد الحميد شومان للعلماء العرب الشبان للعام 1983.[2]
- نال وسام المؤرخ العربي عام 1993.
- وسام التاريخ العربي عام 1996 من اتحاد المؤرخين العرب.[3]